# Юханссон, Томас (борец)
Томас Юханссон (швед. Tomas Johansson; род. 20 июля 1962, Хапаранда, Норрботтен) — шведский борец греко-римского и вольного стилей (в вольной борьбе больших успехов не добился), победитель чемпионатов северных стран, призёр чемпионатов Европы, чемпион и призёр чемпионатов мира, призёр двух Олимпиад, участник четырёх Олимпиад.

## Карьера
Выступал в супертяжёлой весовой категории. 10-кратный победитель чемпионатов северных стран (1981-1993 годы). Серебряный (1987, 1991) и бронзовый (1986, 1988, 1989) призёр чемпионатов Европы. Чемпион (1986), серебряный (1987, 1990) и бронзовый (1989, 1993) призёр чемпионатов мира.
На летних Олимпийских играх 1984 года в Лос-Анджелесе Юханссон завоевал серебряную медаль. Но впоследствии он был уличён в использовании допинга, лишён медали и дисквалифицирован на 18 месяцев.
На следующих Олимпийских играх 1988 года в Сеуле Юханссон проиграл в первой схватке Александру Карелину, но затем победил представителя ФРГ Фрица Гердсмайстера, венгра Ласло Клауза и стал вторым в своей подгруппе. Затем немец победил египтянина Хасана Эль-Хаддада и стал бронзовым призёром Олимпиады.
На Олимпийских играх 1992 года в Барселоне Юханссон в первой схватке отборолся вничью с венгром Ласло Клаузом, затем победил американца Мэтта Гаффари, грека Панагиотиса Поикилидиса, китайца Тиана Лея и стал победителем своей подгруппы. В схватке за золото Юханссон проиграл Александру Карелину и завоевал олимпийское серебро.
На следующих Олимпийских играх в Атланте Юханссон победил марокканца Рашида Бен Азиза, но затем проиграл финну Юхе Ахокасу. Потом последовала победа шведа над узбеком Шермухаммадом Кузиевым, поражение от молдаванина Сергея Мурейко и победа над японцем Кенити Сузуки, позволившая Юханссону занять итоговое 7-е место.